# Xiaotingia
Xiaotingia byl rod malého opeřeného teropodního dinosaura z čeledi Anchiornithidae. Tento drobný, ptákům podobný dinosaurus dosahující délky 40 až 60 cm a hmotnosti 600 gramů žil v období rané pozdní jury (asi před 161,5 miliony let) na území dnešní Číny (souvrství Tchiao-ťi-šan, západní Liao-ning). Byl blízce příbuzný "bavorskému praptákovi" rodu Archaeopteryx. Poslední studie se nemohou shodnout, zda byl příbuznější "srpodrápým" deinonychosaurům, jako byly rody Velociraptor nebo Deinonychus, nebo patří do ptačí linie Avialae.

## Nález
Holotyp nese označení STM 27-2 a jedná se o plně artikulovanou fosilní kostru, včetně lebky. Malý teropod byl popsán týmem čínských vědců (ve složení Xu Xing, You Hailu, Du Kai a Han Fenglu) v roce 2011. V současnosti je znám jediný druh, X. zhengi (druhové jméno na počest paleontologa Čenga Siao-tchinga, angl. Xiaotinga). Velikostí se tento malý dinosaurus rovnal zhruba zvířeti o velikosti holuba. Zaživa byl opeřený.

## Taxonomie
Kladistická analýza čínských vědců z roku 2011 ukázala, že Xiaotingia vytváří klad s rodem Archaeopteryx a čeleděmi Dromaeosauridae a Troodontidae. Jak archeopteryx, tak i xiaotingia by přitom patřili mezi deinonychosaury, nikoliv do skupiny Avialae. Archeopteryx by tak možná nebyl "prvním ptákem", jak je dosud obecně tvrzeno.
Podle studie z roku 2013 se však Xiaotingia i Archaeopteryx znovu řadí do vývojové linii ptáků (Avialae).